# JPEG Network Graphics
JNG (ang. JPEG network graphics) – format stratnej kompresji grafiki rastrowej z obsługą przezroczystości. Format został stworzony na potrzeby formatu animacji MNG jako dopełnienie PNG służące do kompresji fotografii (zamiast schematów, do kompresji których służy PNG).
Według planów twórców, JNG wraz z PNG i MNG miał znaleźć szerokie zastosowanie na stronach WWW. Obecnie jednak nie jest on obsługiwany przez popularne przeglądarki i nie ma żadnych zapowiedzi dotyczących jego implementacji. Innym jego problemem jest ograniczona dostępność narzędzi do jego edycji.

## Szczegóły techniczne
Pliki JNG mają podobną budowę do plików PNG (używają struktury tego formatu jako kontenera), ale zamiast grafiki skompresowanej algorytmami bezstratnymi, zawierają przekształcone dane w stratnym formacie JPEG.